# Dave Thomas (homme d'affaires)
Pour les articles homonymes, voir Dave Thomas et Thomas.
Dave Thomas, né Rex David Thomas le 2 juillet 1932 à Atlantic City, au New Jersey, et mort le 8 janvier 2002 à Fort Lauderdale, en Floride, est un homme d'affaires et philanthrope américain.

## Biographie
Né d'une mère célibataire, dont il ne connaîtra jamais l'identité, il est adopté, alors qu'il n'a que six semaines, par Rex et Auvela Thomas. Devenu un homme d'affaires richissime, il crée en 1992 la Dave Thomas Foundation for Adoption, un organisme sans but lucratif qui se consacre à favoriser l'adoption des enfants abandonnés en Amérique du Nord.
Au milieu des années 1950, Dave Thomas est l'un des conseillers du Colonel Sanders, le fondateur des restaurants Kentucky Fried Chicken.
En 1969, il fonde et devient le président-directeur général de la chaîne de restauration rapide Wendy's.
Il meurt d'un cancer du foie en 2002.